# 連邦憲法裁判所
連邦憲法裁判所（れんぽうけんぽうさいばんしょ、独：Bundesverfassungsgericht）は、ドイツ連邦共和国における憲法を取り扱う憲法裁判所。

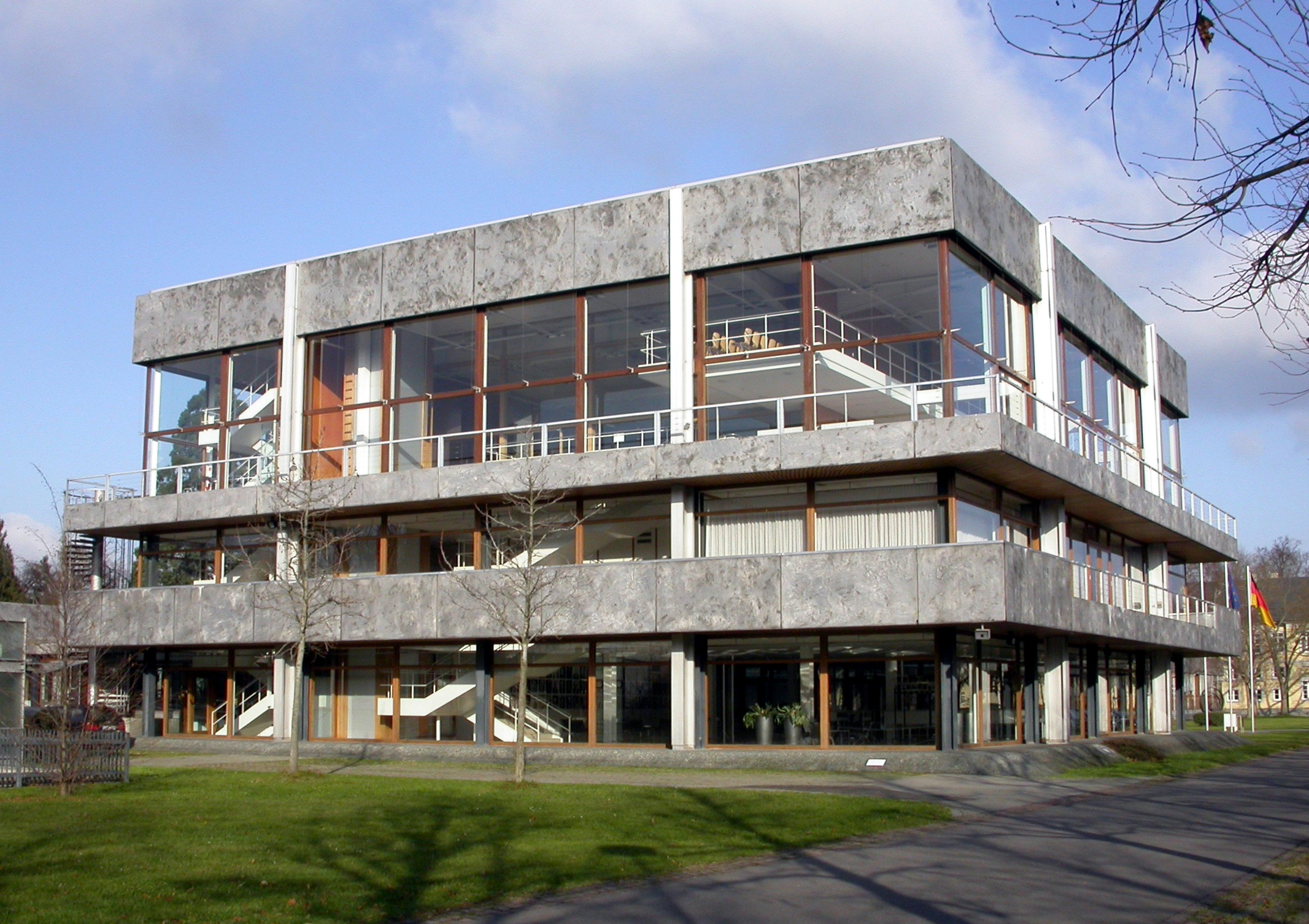
カールスルーエにある連邦憲法裁判所

ドイツ南部のカールスルーエにある。

## 権限
ドイツ連邦共和国基本法における抽象的規範統制、具体的規範統制、憲法異議、連邦制的紛争を取り扱う。

### 抽象的規範統制
連邦法およびラント法と連邦共和国基本法との適合性を審査するもの（abstrakte Normenkontrolle）。

## 構成
裁判官は、ドイツ連邦議会（下院）と連邦参議院（上院）から選出されて構成される。法廷は2つ存在し、各法廷に8名ずつ、計16名の裁判官が所属している。